# Mas de Valls (Reus)
El Mas de Valls és una masia de Reus (Baix Camp) inclosa a l'Inventari del Patrimoni Arquitectònic de Catalunya.

## Descripció
Situat a la partida de Porpres, a la vora esquerra del barranc de Pedret, el rodegen els camins de la Font del Carbonell i de la Pedra Estela. És un edifici aïllat, de planta quadrada format per planta baixa, entresòl, pis i golfes. La porta principal és d'arc de mig punt adovellada, amb un medalló amb la inscripció: "Valls any 1721". A la planta baixa hi ha una finestra emmarcada per dues columnes jòniques i una llinda esglaonada de pedra. La façana principal presenta tres balcons allindanats amb medalló, amb un bust femení, i barana de ferro. A la resta de façanes les obertures tenen llinda, són de doble arcada cega i també senzilles, amb maó massís. També hi ha respiralls de forma pentagonal i quadrada.
A la façana esquerra hi ha una galeria de columnes jòniques (de construcció més tardana) i coberta per terrat. S'hi observa una barbacana. El remat de la teulada és a quatre vessants, el terrat a la catalana i amb barana de ferro. Hi ha una torre central de dos pisos i coberta de teula àrab, de 19 x 18,10 (interior), parallamps i penell. La coberta forma el terrat, i va ser edificada al voltant d'una torre de guaita, que ara forma la terrassa principal. L'edifici té les parets de càrrega de pedra vista a la façana, i disposa de diversos cossos, un d'ells presenta una porxada tancada per una arcada. Tots els cossos es troben coberts amb teula ceràmica.
L'interior de la masia és un museu de mobles, restes arqueològiques, armes i eines.

## Història
Aquesta masia és una de les més antigues del terme de Reus. Fou edificada al voltant d'una torre de guaita, que avui constitueix la terrassa central. Aquesta primitiva torre pertanyia a la baronia de Mascalbó. La història del Mas de Valls és documentada des de l'any 1405, amb Bernat Miret. Els Miret van mantenir-ne la possessió fins al 1692, en què passà a mans de Miquel Valls d'Ardenya, la família que li ha deixat el nom. Ha patit alguna reforma, sobretot la de 1721, però manté bàsicament la seva forma primitiva.
En unes vitrines que hi ha als dos pisos de la torre es troben restes arqueològiques recollides a la hisenda, on s'han fet troballes prehistòriques i s'hi va descobrir una vil·la romana, així com documentació relacionada amb la masia i la seva història.
És la seu de l'empresa catalana de vins De Muller, la principal elaboradora de vi de missa, i es diu que al mas hi va viure Cristòfol Colom.